# Challenger de Pune 2025
El torneo Pune Challenger 2025 fue un torneo de tenis perteneció al ATP Challenger Tour 2025 en la categoría Challenger 100. Se trató de la 9ª edición; el torneo tuvo lugar en la ciudad de Pune (India), desde el 17 hasta el 23 de febrero de 2025 sobre pista dura al aire libre.

## Jugadores participantes del cuadro de individuales
| Preclasificado | País                       | Jugador            | Rank1 | Posición en el torneo |
| 1              | Bandera del Reino Unido    | Billy Harris       | 116   | Cuartos de final      |
| 2              | Bandera de República Checa | Vít Kopřiva        | 127   | Baja                  |
| 3              | Bandera de Australia       | Tristan Schoolkate | 140   | Primera ronda         |
| 4              | Bandera de Dinamarca       | Elmer Møller       | 152   | Primera ronda         |
| 5              | Bandera de Francia         | Ugo Blanchet       | 165   | Cuartos de final      |
| 6              | Bandera de Estados Unidos  | Brandon Holt       | 166   | FINAL                 |
| 7              | Bandera de Japón           | Shintaro Mochizuki | 171   | Primera ronda         |
| 8              | Bandera de Canadá          | Alexis Galarneau   | 178   | Semifinales           |

- 1 Se ha tomado en cuenta el ranking del 10 de febrero de 2025.

### Otros participantes
Los siguientes jugadores recibieron una invitación (wild card), por lo tanto ingresan directamente al cuadro principal (WC):
- Manas Dhamne
- Aryan Shah
- Karan Singh

Los siguientes jugadores ingresan al cuadro principal tras disputar el cuadro clasificatorio (Q):
- Petr Bar Biryukov
- Kimmer Coppejans
- Michael Geerts
- Masamichi Imamura
- Hiroki Moriya
- Ilia Simakin

## Campeones

### Individual Masculino
- Dalibor Svrčina derrotó en la final a  Brandon Holt por 7–6(3), 6–1

### Dobles Masculino
- Jeevan Nedunchezhiyan /  Vijay Sundar Prashanth derrotaron en la final a  Blake Bayldon /  Matthew Romios por 3–6, 6–3, [10–0]